# Associação Passo Fundo Futsal
A Associação Passo Fundo Futsal é um clube de futsal brasileiro, com sede em Passo Fundo, Rio Grande do Sul. Atualmente disputa a Liga Gaúcha de Futsal e o  campeonato brasileiro de futsal 

## História
Criada em 2013 como Associação Passofundense de Esportes Olímpicos (APEO), o Passo Fundo Futsal estreou em 2014 disputando a Série Bronze do Campeonato Gaúcho de Futsal, o equivalente a terceira divisão estadual. Ao chegar até as semifinais da competição, o Passo Fundo garantiu, juntamente com outras três equipes, o acesso para a Série Prata do ano de 2015.
O Passo Fundo disputou a Série Prata entre 2015 e 2018, momento em que conquistou o acesso à primeira divisão. Na final, enfrentou a AMF e empatou a prorrogação no jogo de volta, no Ginásio Capingui, e conquistou o primeiro título da sua história. A equipe venceu o jogo de ida em Marau por 5-2, sofreu o revés em casa por 2-1 e jogou a prorrogação com o direito do empate, sendo que perdia o jogo até os 4'49" da etapa complementar, quando Vinícius Costa empatou e decretou o título para a equipe passofundense.
Na primeira temporada na principal competição do futsal do Rio Grande do Sul, a Liga Gaúcha de Futsal de 2019, o Passo Fundo liderou boa parte da competição no primeiro turno. No dia 13 de julho, o ônibus da equipe sofreu um acidente quando retornava do jogo diante do Uruguaianense, em São Borja. No acidente, o ala Pablo Yago Radaelli, de 21 anos, acabou morrendo. Ele era um dos artilheiros da competição naquele momento e um dos principais jogadores da equipe do Passo Fundo. Várias homenagens foram prestadas após a sua morte, tanto pela sua equipe quanto pelos adversários. O Passo Fundo chegou até as semifinais da competição, onde foi superado pelo Atlântico na prorrogação e encerrou o campeonato na terceira colocação geral.
Em 2020, sagrou-se campeão da Série Ouro do Campeonato Gaúcho de Futsal ao derrotar a Assoeva nas finais por 4-0 e 3-1.

## Títulos
Títulos
• super taça farroupilha: 2024
- Campeonato Gaúcho de Futsal - Série Prata: 2018
- Campeonato Gaúcho de Futsal - Série Ouro: 2020

Campanhas de destaque
- Campeonato Gaúcho de Futsal - Série Bronze: 2014 (3º lugar)
- Liga Gaúcha de Futsal: 2019 (3º lugar)